# Філософія права
Філософія права — розділ філософії та юриспруденції, який займається дослідженням сенсу права, його сутності та поняття, його місця у світі, його цінності та значимості, його ролі в житті людини, суспільства і держави, у долях народів і людства.

## Сутність філософії права
Існує безліч визначень сутності філософії права, деякі з них:
- Філософія права — це особлива область наукового знання, що досліджує світоглядну суть права, його сенс і призначення, тобто предметом виступає юридичний світогляд (Алексеев)[1]
- Філософія права — це особлива наука про пізнавальні, ціннісні і соціальні основи права.
- Філософія права — це вчення про сенс права, тобто вчення про те, через які універсальні причини і універсальні цілі людина встановлює права.

Філософія права передбачає здатність суб'єктів правосвідомості, обмірковуючи факти правового життя, виходити за межі суто правового підходу, осмислювати їх в контексті загальних філософських категорій світорозуміння, таких, як добро і зло, свобода і поневолення тощо.
Проте на філософію права вплинуло — історичне роз'єднання між філософією права і правознавством. Поки юристи займались виключно тлумаченням і систематизацією норм позитивного права, філософія права розроблялась особами, які мало причетні до правознавства. Одні вивчали право, яким воно є, навіть не замислюючись про те, яким воно повинно бути, а філософи створювали ідеальне право, не знаючи яке воно в дійсності. Це роз'єднання триває і до сьогодні.
Філософія права, як і загалом філософія, не може, не втративши свого філософського характеру, стати спеціальною наукою, як кримінальні і цивільне правознавство. Сама теорія пізнання права, досліджуючи умови пізнання нами норм права, може складати один з питань філософії права, але не весь її зміст.

## Об'єкт і предмет філософії права
Об'єктом виступає право, узяте в усіх його проявах. Поняття об'єкту лише обкреслює межі можливих досліджень. Це поняття визначає лінію пізнавальної активності того, хто звертається до права. Питання ж про зміст права, про сутнісні характеристики залишається відкритим.
Предметом є право узяте в його основних системних якостях, право як цілісна система. У предмет входить: вивчення причин появи права; розкриття його суті, тобто його природа і суть. Але навіть, незважаючи на уявну ясність предмета, існує величезний розкид точок зору. Ці точки зору дрейфують від юридичних визначень предмета до філософських:
- Предмет філософії права — прагнення і бажання абстрагуватися від технічних особливостей його функціонування; у такому розумінні предмет зводиться до його сутнісних характеристик, смисловій нагруженності.
- Предмет філософії права — це право в його розрізненні із законом (Нерсесянц).
- Предмет філософії права — методологія дослідження правових явищ громадського життя; методологія — це одна з проблем сучасного дослідження права. Розробка методології дослідження — це ключ до розробки самого права.
- Предмет філософії права — це його духовне буття або правосвідомість.

## Історія виникнення і становлення
Філософія права виникає в межах філософії.
Ще античні мислителі обговорювали співвідношення права і справедливості, права і закону, права і сили тощо.
В епоху Просвітництва виникла перша самостійна філософсько-правова система — теорія природного права. Близьким до цієї теорії був Іммануїл Кант.
Зовсім інший підхід мав Фрідріх Гегель. Він створив грандіозну філософську систему і написав спеціальну працю «Філософія права». На його думку праця складалася із трьох частин. Це — «Абстрактне право», «Етика», і «Моральність».
Буржуазне суспільство потребувало всебічно розвиненої юриспруденції, і філософію права розробляли переважно як правову теорію, ототожнюючи її предмет із предметом теорії права. Однак, наприкінці 19 ст. фахівці з філософії права перейшли від вивчення чинного права та реального правопорядку до ідеальних, духовних засад права. Саму «ідею права» тлумачили із позиції неокантіанства чи неогегельянства.
Марксизм у дослідженні філософсько-правових проблем виходив із принципів діалектичного та історичного матеріалізму, абсолютизувавши класовий аспект і абстрагувавшись від загальнолюдського, національного та особистісного. Він розглядав право як піднесену на рівень закону волю панівного класу і відповідно обмежував предмет філософії права інструментальною сутністю права та умовами його оптимального використання для досягнення проголошеної марксизмом утопічної мети — побудови комунізму.
Друга половина 20 ст. у філософії права ознаменувалася виникненням феноменологічного напрямку як реакції на панування неокантіанського підходу. Представники нового напрямку зробили предметом своїх досліджень онтологію права, розуміючи під нею деяке ідеальне буття права, певних правових цінностей, сутностей, що є підвалинами реальних правових категорій та норм. Протягом останніх десятиріч формується також екзистенціальна філософія права, що зосереджується на аналізі конкретних юридичних ситуацій в аспекті суб'єктивних переживань, які їх супроводжують.
У СРСР філософсько-правові дослідження велися, але спеціальної навчальної дисципліни «Філософія права» у вищих навчальних закладах не було; деякі її розділи (правову аксіологію, правову онтологію тощо) викладали у курсі теорії держави і права.
За часів незалежності філософія права в Україні відновлюється у своїх правах і як наукова, і як навчальна дисципліна.
Дискусія щодо предмета філософії права, кола дослідження нею проблем триває. Зокрема, український вчений академік Національної академії правових наук України О. М. Костенко, виходячи з теорії соціального натуралізму, сформулював так зване «основне питання» філософії права: «Що є право? Право — це витвір Природи чи Людей, а якщо того і іншого, то яка роль Природи і яка роль Людей у творенні права?». Залежно від вирішення цього питання філософія права отримує два основні напрями — «правовий натуралізм» і «правовий позитивізм».

## Передумови формування філософії права
Право (позитивне) — «силовий» нормативно-ціннісний регулятор поведінки людей, тісно пов'язаний із силовим впливом на осіб, із владою. Право — так само, як і влада — потребує підтримки «з боку», у духовній підтримці, освяченні права.
Є дві історичні обставини, які підготували передумови для формування особливої науки — філософії права.
Перша — це диференціація єдиних мононорм-звичаїв при переході суспільства від первісного стану до цивілізації, їх розщеплення, виділення з юридичними нормами (правом), також — моралі, корпоративних норм, власне норм-звичаїв.
Особливо істотним виявилось виділення в духовному житті суспільства моралі, що стала основою особливої галузі знань — етики. Саме тут намітилися перші підходи до світоглядного освячення права.
Друга обставина, яка підготувала формування філософії права, — це розвиток духовно-інтелектуального життя суспільства, все більше утвердження у всіх проявах життєдіяльності людей сили розуму, особливо в тих його проявах, коли він не засмічений і не спотворений імпульсами підсвідомості, темних інстинктів і пристрастей. Блиснувши як вікове осяяння в античності, сила розуму повною мірою розкрилася в ренесансній культурі і особливо — в епоху Просвітництва.
Первинними, предфілософськими формами освячення права, надання йому високозначимого статусу стали:
- Етичне обґрунтування дійсних законоположень і юридичної практики.
- Обґрунтування законів, правосуддя через особливу категорія — природне право.

Етичне обґрунтування права має загальнолюдське значення. Воно характерне для всіх історичних епох і країн, для всіх світоглядних та ідеологічних систем.
Релігійно-етичне обґрунтування чинних законів, правосудних установ та їхніх рішень збіглося з потребами влади, панівних політичних сил. Таке обґрунтування мало в основному апологетичний характер: воно бездоганно, без будь-якої аргументації виправдовувало і навіть звеличувало будь-яке необхідне владі (і церкві) законодавче, адміністративне або судове рішення; або ж, давало безумовну підставу його блокування або скасування в ім'я вірності догмі. І з цієї точки зору інквізиційний процес, середньовічні юридичні порядки, вся юридична практика і дійсність тієї пори представляють собою з'єднаний продукт і політичних реалій відповідних традиційних цивілізацій, і релігійно-етичних вірувань тодішніх епох. Універсальне значення для права загальних етичних (релігійно-етичних) початків призвело до того, що поступово затверджувалась думка про пріоритет етики над правом, особливо про те, що право являє собою деякий «мінімум моралі».
Існує ще одна негативна сторона даного процесу. Це та обставина, що надання святості дійсним юридичним нормам перекриває можливість їх критичного опрацювання, а звідси — саму можливість становлення ідеологічно нейтральних дисциплін, як юридичний позитивізм, аналітична юриспруденція тощо.
Етичні (релігійно-етичні) вірування, що обґрунтовують юридичні настановлення і порядки теократичних та інших релігійних суспільств, стали передумовою для ідеології права — того напрямку духовно-інтелектуального пояснення права, коли воно «виводиться» з певної світоглядної системи і пов'язується з політико-власними реаліями сьогоднішнього дня. Такого роду духовно-інтелектуальні форми так і залишились у межах етики і релігії, не утворивши особливих, самостійних гілок знань.
Друга первинна форма духовного освячення права — це пояснення дійсних законів і правосуддя через категорію природного права.
Таким чином, ще на початкових фазах духовно-інтелектуального осягнення права можна чітко розрізнити два загальних напрями, які, часом перехрещуючись і збігаючись, представляють все ж різноплощинні орієнтації в розумінні й обґрунтуванні права.

## Рівні філософії права
Дана наукова дисципліна може будуватись у двох наукознавчих площинах і відповідно виступати в одній з цих двох якостей:
- Як споконвічно-філософська дисципліна, яка розглядає право під кутом зору системи історико-філософських розробок;
- Як інтегрована, філософсько-правова область знань, коли на основі певної суми філософських ідей здійснюється наукове опрацювання правового матеріалу.

Перший з вказаних рівнів філософії права цілком закономірний. Право являє собою соціальне (або природно-соціальне) явище, як і будь-яка філософська система, яка претендує на універсальність, а також історико-філософські розробки, які неминуче включають в поле свого осмислення, також і явище соціального життя.
Саме тут можливе формування спеціальної філософської науки, яка залучає правовий матеріал, але залишається у рамках даної системи філософських знань, лише на «ґрунті філософії».
Найбільш яскравим прикладом осмислення права у контексті універсальної філософської системи є філософія права Гегеля. При філософському тлумаченні права Гегель, продовжуючи і поглиблюючи ідеї про природну основу цього феномену, все ж в основному зосередив думку на його характеристиці з точки зору свого світорозуміння — логіки абсолютного духу. І з цього боку, виділивши філософію права, як фундаментальну частину всієї філософської системи, відтінила в ній те, що ріднить філософію з правом — ідею обґрунтованості дійсності, в суспільстві — обґрунтованості процесів, поведінки і вчинків. Ось чому у філософії права Гегеля настільки багато місця і уваги приділено не безпосередньо юридичним явищам, а широкому спектру категорій — моральності, стану і розвитку духу — всьому тому, що дозволяє визначати обґрунтованість процесів, дій, вчинків, а у більш ширшому плані — обґрунтованість всього сущого.
Таке філософське розуміння «права» стало передумовою для марксистів, матеріалістичних послідовників гегелівської діалектики, про що казали і Маркс, і Ленін, і звідси — до формування такого супер надлюдського розуміння категорії, що розглядається, яке характеризує комуністичну революційну ідеологію.
Другий, інтегрований, філософсько-правовий рівень наукових знань про право виражений у формуванні і розвитку особливої, самодостатньої дисципліни, яка охоплює як філософію, так і правознавство. На сьогоднішній час філософія права будується у відповідності до цього («другого») рівня, коли вона являє собою інтегровану область знань і за основним своїм змістом відноситься до області юридичних наук. Це означає, що відправним пунктом осмислення права у рамках інтегрованої філософсько-правової науки є не дійсність в цілому, не «все буття», а дійсність в тих межах, в яких існує право, тобто соціальна дійсність, людське буття.
Характеристика права, що здійснюється на базі філософських положень як висхідної основи, не залишає «ґрунт права» і є характеристикою, яка виводиться безпосередньою з правового матеріалу, з його сутності і логіки.

## Видатні філософи права
- Адольф Меркл
- Антоніо Каштанейра Невіс
- Аристотель
- Бенедикт Спіноза
- Вільям І. Мей
- Ганс Кельзен
- Георг Вільгельм Фрідріх Гегель
- Гуго Гроцій
- Густав Радбрух
- Девід Лайонс
- Джеймс Хаген
- Джеремі Бентам
- Джеремі Уолдрон
- Джефрі Мерфі
- Джозеф Раз
- Джоель Файнберг
- Джон Локк
- Джон Остін
- Джон Роулз
- Джон Фінніс
- Джулс Колман
- Елліс Вашингтон
- Еміліо Бетті
- Жермен Грізес
- Іммануїл Кант
- Йосеф Раз
- Карл Маркс
- Кеннет Кіпніс
- Леслі Грін
- Лон Л. Фуллер
- Марта Нуссбаум
- Мигель Реаль
- Ніл МакКормік
- Олівер Венделл Голмс молодший
- Пьєр Шлаг
- Роберт Алексі
- Роберто Мангабейра Унгер
- Роберт П. Джордж
- Роберт Саммерс
- Рональд Дворкін
- Тома Аквінський
- Тоні Оноре
- Томас Гоббс
- Фредерік Бастіа
- Франсиско де Віторія
- Франсиско Еліас де Техада і Спінола
- Фрідріх Карл фон Савіньї
- Франциско Суарес

## Українські філософи права
- Сковорода Григорій Савич
- Кістяковський Богдан Олександрович
- Юркевич Памфіл Данилович
- Редькін Петро Григорович
- Луцький Іван Михайлович
- Костенко Олександр Миколайович
- Мельничук Наталія Юріївна